# Boris Tishchenko
Borís Ivánovich Tíshchenko (o Tíschenko, ruso Бори́с Ива́нович Ти́щенко; 23 de marzo de 1939 – 9 de diciembre de 2010) fue un compositor y pianista ruso y soviético.

## Vida
Tíshchenko nació en Leningrado. Estudió en el Colegio Musical de Leningrado de 1954 a 1957. Allí aprendió composición con Galina Ustvólskaya y piano con Mikhelis. Luego, de 1957 a 1963, estudió composición con Vadim Salmánov, Víctor Volóshinov y Orest Yevlájov, y piano con L. Logovinski en el Conservatorio de Leningrado. Realizó un curso de posgrado con el compositor Dmitri Shostakóvich desde 1962 hasta 1965. Posteriormente se unió a la facultad del Conservatorio de Leningrado desde 1965, y se convirtió en profesor allí en 1986.
Tíschenko se casó tres veces. Su primer matrimonio fue con la pianista Anastasia Braudo con la que tuvo un hijo, Dmitri. Su segunda esposa fue la cantante Galina Kulichenko y la pareja tuvo un hijo, Vsévolod. Ambos matrimonios terminaron en divorcio. Su tercera esposa es la arpista Irina Donskaya, y de este matrimonio tuvo un hijo, Andréi. Su tercera esposa y todos sus hijos lo sobreviven.

## Música
Su producción incluye ocho sinfonías numeradas, nueve sinfonías sin numerar, dos conciertos para violín, dos conciertos para violonchelo, un concierto para piano, un concierto para arpa, un concierto para flauta y piano, un concierto para violín y piano, seis cuartetos de cuerdas, dos sonatas para violonchelo, once sonatas para piano, un réquiem, obras de cámara y vocales, la ópera The Stolen Sun, la opereta A Cockroach, tres ballets The Twelve, Fly-bee y Yaroslavna ( The Eclipse ), y música incidental para teatro y cine.
El estilo musical y la manera de componer de Tíshchenko lo demuestran como un representante típico de la escuela de compositores de Leningrado. Estuvo muy influenciado por la música de sus maestros Dmitri Shostakóvich y Galina Ustvólskaya, convirtiendo estas influencias a su manera. Intentó usar algunas ideas experimentales y modernistas como las técnicas de doce tonos o aleatorias, pero estaba mucho más vinculado a las tradiciones nativas de su tierra natal. Demostró una especie de originalidad, orquestando su Segundo Concierto para Violonchelo para 48 cellos, 12 contrabajos y percusión (1969). Diez años más tarde, sin embargo, lo volvió a organizar para una combinación más práctica.
El Réquiem de Tíshchenko, al poema prohibido por Anna Ajmátova, escrito en el período de estancamiento político en 1966, fue un valiente gesto cultural.

## Trabajos

### Escenario
- Tierra virgen recién arada, música incidental, op. 16 (1959)
- Los doce, ballet en cuatro actos, op. 25 (1963)
- La muerte de Pushkin, música dramática, op. 38 (1967)
- Fly-Bee, ballet en un acto, Op. 39 (1968)
- El sol robado, ópera en un acto, op. 40 (1968) (libreto de Mijaíl Bialik, Z. Korogodsky y B. Tíshchenko, después del cuento de Kornéi Chukovski )
- Una cucaracha, comedia musical en un acto, op. 41 (1968) (libreto de Z. Korogodsky, después del cuento de Kornéi Chukovski )
- The Choice, música de A. Arbuzov's Play, op. 51 (1972)
- Aquel que recibe una bofetada, música de la obra de L. Andreyev, op. 55 (1973)
- Circus Suite, de lo anterior, op. 55a (1973)
- Yaroslavna (El Eclipse), ballet en tres actos, op. 58 (1974)
- Consejo y amor, música para la obra de V. Tendriakov, op. 60 (1974)
- A Lark, música incidental para la obra de J. Anouilh, op. 62 (1974)
- Rosa Bernd, música para la obra de G. Hauptman, op. 65 (1975)
- Los niños del sol, música de la obra de M. Gorky, op. 66 (1976)
- An Ignoramus, música para la obra de D. Fonvizin, op. 68 (1976)
- Los siete distintivos de llamada, op. 70 (1977) (música para los Juegos Olímpicos en 1980, pero no utilizada)
- Ivánov, música para la obra de A. Chéjov, op. 72 (1978)
- Un emigrante de Brisbane, música de la obra de G. Shekhade, op. 73 (1978)
- Richard III, música de la obra de W. Shakespeare, op. 74 (1978)
- Una orilla, música para Yu. La obra de Bóndarev, op. 75 (1979)
- Disculpe, música de la obra de V. Astáfiev, op. 78 (1980)
- Continuación de Don Juan, música de la obra de A. Radzinsky, op. 82 (1980)
- Rumores, música para la obra de A. Salinsky, op. 88 (1983)
- Un invierno tan largo, música para Yu. La obra de Vóronov, op. 89 (1984)
- Luz pero no calor, música para la obra de A. Ostrovski, op. 95 (1986)
- Las tres hermanas, música para la obra de Chéjov, op. 102 (1987)
- The Dog's Heart, música para la obra de Chervinski, op. 103 (1988)
- El evento, música de la obra de Nabókov, op. 110 (1991)
- George Dandin, Música para la obra de Molière, Op 117 (1993)
- Borís Godunov, música para la tragedia de Pushkin, op. 126 (1999)
- Duelo, música para producción dramática de A. Chéjov, op. 134 (2003)

### Música de cine
- En un planeta, op. 33 (1965)
- Nacimiento de un barco, op. 43 (1969)
- El muelle de esa orilla, op. 49 (1971)
- La palabra sobre las huestes del príncipe Ígor, op. 50 (1971) (no publicado)
- El día de la recepción de asuntos personales, op. 59 (1974)
- Los niños como niños, op. 71 (1978)
- Luz en una ventana, op. 79 (1980)
- Serguéi Ivánovich se retira, op. 80 (1980)
- Sin embargo, antes de la guerra, op. 86 (1982) (no utilizado)
- Incendios, op. 91 (1984)
- Ígor Savovich, op. 100 (1986)
- Tiempo perdido, op. 107 (1988)

### Orquestal
- Sinfonías
  - Sinfonía n. ° 1, op. 20 (1961)
  - Sinfonía n.º 2 ( Marina ), op. 28 (1964)
  - Sinfonía n.º 3, op. 36 (1966)
  - Sinfonía núm. 4, con narrador, op. 61 (1974)
  - Sinfonía n.º 5, op. 67 (1976)
  - Sinfonía núm. 6, para soprano, contralto y orquesta sinfónica, Op 105 (1988)
  - Sinfonía n.º 7, op. 119 (1994)
  - Sinfonía n. ° 8, op. 149 (2008)
  - Sinfonía No. 9 (2009, sin terminar)
- Praeludium e Fugue, para orquesta de cuerdas, op. 7 (1957)
- Una sinfonía francesa, op. 12/116 (1958, rev. 1993)
- Danaide, poema sinfónico, op. 24 (1963)
- Octavas, op. 26 (1963)
- Pálej, op. 34 (1965)
- Sinfonia robusta, op. 46 (1970)
- Praeludium en E, pieza sinfónica, op. 87 (1983) (Dedicado al jubileo de la orquesta de Yevgueni Mravinski)
- The Blockade Chronicle, una sinfonía para orquesta completa, Op.92 (1984)
- Concierto Alla Marcia, para dieciséis solistas, op. 106 (1989)
- Beatrice (Ciclo Choreo-sinfónico, 1998-2005)
  - Dante Symphony No. 1 ("Entre los vivos"), op. 123 No. 1 (1998)
  - Dante Symphony No. 2 ("Abandonar la esperanza, todos los que entran aquí"), op. 123 No. 2 (2000)
  - Dante Symphony No. 3 ("Inferno"), op. 123 No. 3 (2001)
  - Dante Symphony No. 4 ("Purgatory"), op. 123 No. 4 (2003)
  - Dante Symphony No. 5 ("Paradise"), op. 123 No. 5 (2005)
- Una sinfonía Pushkin, op. 125 (1998)
- Sonata enorme para orquesta de cuerdas, op. 132 (2002)
- Variaciones sobre tres temas de D. Shostakóvich para orquesta sinfónica, op. 143 (2005)

### Concertante
- Concierto para piano, op. 21 (1962)
- Concierto para violín n. ° 1, op. 9/29 (1958, rev. 1964)
- Concierto para violín n. ° 2, op. 84 (1981)
- Cello Concerto No. 1, para violonchelo solo, 17 instrumentos de viento, percusión y armonio, op. 23 (1963) (también orquestado por Dmitri Shostakóvich en 1969)
- Cello Concerto No. 2, para violonchelo solo, 48 violonchelos, 12 contrabajos y percusión, op. 44 (1969, reorganizado para orquesta en 1979)
- Concierto para flauta, piano y orquesta de cuerdas, op. 54 (1972)
- Concierto de arpa, op. 69 (1977)
- Concierto para violín, piano y orquesta de cuerdas, op. 144 (2006)

### Piano
- Variaciones para piano, op. 1 (1956)
- Sonatas para piano
  - Sonata para piano n. ° 1, op. 3/121 (1957, rev. 1995)
  - Sonata para piano n. ° 2, op. 17 (1960)
  - Sonata para piano n.º 3, op. 32 (1965)
  - Sonata para piano n.º 4, op. 53 (1972)
  - Sonata para piano n.º 5, op. 56 (1973)
  - Sonata para piano n.º 6, op. 64 (1976)
  - Sonata para piano n.º 7, con campanas, op. 85 (1982)
  - Sonata para piano n.º 8, op. 99 (1986)
  - Sonata para piano n.º 9, op. 114 (1992)
  - Sonata para piano No. 10 ( Eureka! ), Op. 124 (1997)
  - Sonata para piano n.º 11, op. 151 (2008)
- Suite para piano n. 1, op. 4 (1957)
- Suite para piano n. 2, op. 6 (1957)
- Un muletero, fábula para piano, op. 11 (1958)
- Tres acertijos para piano, op. 19 (1960)
- Ocho retratos para piano a 4 manos, op. 122b (1996)
- Invasion, concierto para piano sobre el tema de P. Dvoirin, op. 131 (2002)
- Muddle, concierto para piano sobre el tema de P. Dvoirin, op. 133 (2003)

### Instrumental
- Sonata para violín solo n. ° 1, op. 5 (1957)
- Sonata para violín solo n.º 2, op. 63 (1975)
- Sonata para Solo Cello No. 1, Op. 18 (1960)
- Sonata para Solo Cello No. 2, Op. 76 (1979)
- Sonata para Solo Cello No. 3, op. 136 (2003)
- Rondo para violín y piano, Op. 2 (1956)
- Doce inventos para órgano, op. 27 (1964)
- Capriccio para violín y piano, op. 31 (1965)
- Dos piezas para percusión, op. 45 (1970)
- Cuatro piezas para solo de tuba, op. 94 (1985)
- Doce retratos para órgano, op. 113 (1992)
- Fantasía para violín y piano, op. 118 (1994)
- Sonata para Grabadora (cinco instrumentos) y Organ, op. 127 (1999)

### Cámara
- Praeludium e Fugue, para cuarteto de cuerdas (1957)
- Cuartetos de cuerda
  - Cuarteto de cuerdas n. ° 1, op. 8 (1957)
  - Cuarteto de cuerdas n. ° 2, op. 13 (1959)
  - Cuarteto de Cuerdas No. 3, op. 47 (1970)
  - Cuarteto de cuerdas n. ° 4, op. 77 (1980)
  - Cuarteto de cuerdas n. ° 5, op. 90 (1984)
  - Cuarteto de Cuerdas No. 6, op. 148 (2007)
- Ejercicios del norte, suite para conjunto, op. 42 (1968)
- Quinteto para piano, op. 93 (1985)
- The Dog's Heart, novelas para conjunto de cámara (después de Mikhail Bulgakov, Op. 104 (1988)
- Concierto para clarinete y trío de piano, op. 109 (1990)

### Orquesta vocal
- Lenin está vivo, cantata después de Vladímir Mayakovski para coro mixto con orquesta, op. 15 (1959)
- Súzdal, suite para soprano, tenor y orquesta de cámara, op. 30 (1964)
- Requiem, después de Anna Ajmátova para soprano, tenor y orquesta sinfónica, op. 35 (1966)
- Hard Frost, aria para mezzo-soprano y orquesta, op. 60a (1974)
- Beatrice, ciclo coro-sinfónico después de " Divina comedia " de Dante, op. 123 (1997)
- The Run of Time, ciclo vocal sobre poemas de Anna Ajmátova para soprano y orquesta de cuerdas, op. 135b (2003)

### Vocal
- A White Stork, ciclo vocal para voz media y piano, op. 10 (1958)
- Yuaffu, cuatro coros para coro a capela, op. 14 No. 1 (1959)
- Energía, fuga para coro a capela, op. 14 No. 2 (1959)
- La Canción de Boda para coro femenino, op. 16a (1959)
- Canciones tristes, ciclo vocal para soprano y piano, op. 22 (1962)
- Three Songs to Verses de Marina Tsvetáyeva para voz media y piano, op. 48 (1970)
- Five Songs to Verses de O. Driz para voz media y piano, op. 57 (1974)
- La Voluntad de soprano, arpa y órgano, op. 96 (1986)
- A mi hermano por soprano, flauta y arpa, op. 98 (1986)
- The Garden of Music, cantata para soprano, mezzo-soprano, barítono y trío de piano, op. 101 (1987)
- The Chelom Wise Men, un cuarteto vocal-instrumental para violín, soprano, bajo y piano, op. 112 (1991)
- The Devildraft, ciclo para voz media y piano, op. 120 (1995)
- Sea Background, tres estudios para voz baja y piano en poemas de A. Tolstói, op. 128 (2000)
- Our Hour of Death es inevitable, tres romances para voz media y piano en poemas de H. Heine, D. Harms y I. Guberman, op. 129 (2001)
- Verdad simple, tres romances sobre poemas de S. Marshak, M. Tsvetáyeva y G. Shpálikov. Op. 130 (2001)
- The Run of Time, ciclo vocal sobre poemas de Anna Ajmátova para soprano, violín y chelo, op. 135 (2003)
- The Orange, ciclo vocal sobre poemas de diferentes poetas para soprano, bajo y piano, op. 137 (2004)
- Pensamientos fuertes, para solistas y coros a capela, op. 145 (2006)

### Arreglos / Orquestaciones
- L'Incoronazione di Poppea, orquestación de la ópera de C. Monteverdi, op. 37 (1967)
- Desciframiento de Gagaku japonés, Op.52 (1972)
- Borís Godunov, orquestación de tres coros de la música de Prokófiev a la tragedia de Pushkin, op. 52a (1972)
- Sátiras, orquestación del Ciclo Vocal de Shostakóvich a las palabras de Sasha Chorny, op. 81 (1980)
- Versión de Shostakóvich Piano Trio No. 1, Opus 81 Bis (1980)
- Cuatro poemas del capitán Lebyadkin, orquestación del ciclo vocal de Shostakóvich a las palabras de Dostoievski, op. 97 (1986)
- Antiformalist Rayok, orquestación del ciclo vocal de Shostakóvich, op. 108 (1989)
- Orquestación de cuatro romances por Grieg, Op 111 (1991)
- Orquestación de siete canciones de Mahler, op. 115 (1993)
- Cinco romances sobre poemas de la revista "Cocodrilo", orquestación del ciclo vocal por Shostakóvich, op. 138 (2005)
- Escapada musical, orquestación del ciclo vocal por I. Schlein, op. 139 (2005)
- Reconstrucción de dos partes perdidas de la sinfonía "Américas" por I. Schlein, op. 139b (2005)
- Lamento, orquestación del tercer movimiento de Piano Sonata No. 29 de Beethoven para arpa y orquesta de cuerdas, op. 140 (2005)
- Reconstrucción del comienzo de la Parte IV de la Sinfonía No. 2 por I. Schlein, op. 141 (2005)
- Vocalis Etude, orquestación de una pieza de Maurice Ravel, op. 142 (2005) (En forma de Habañera)